# Schloss Laarne

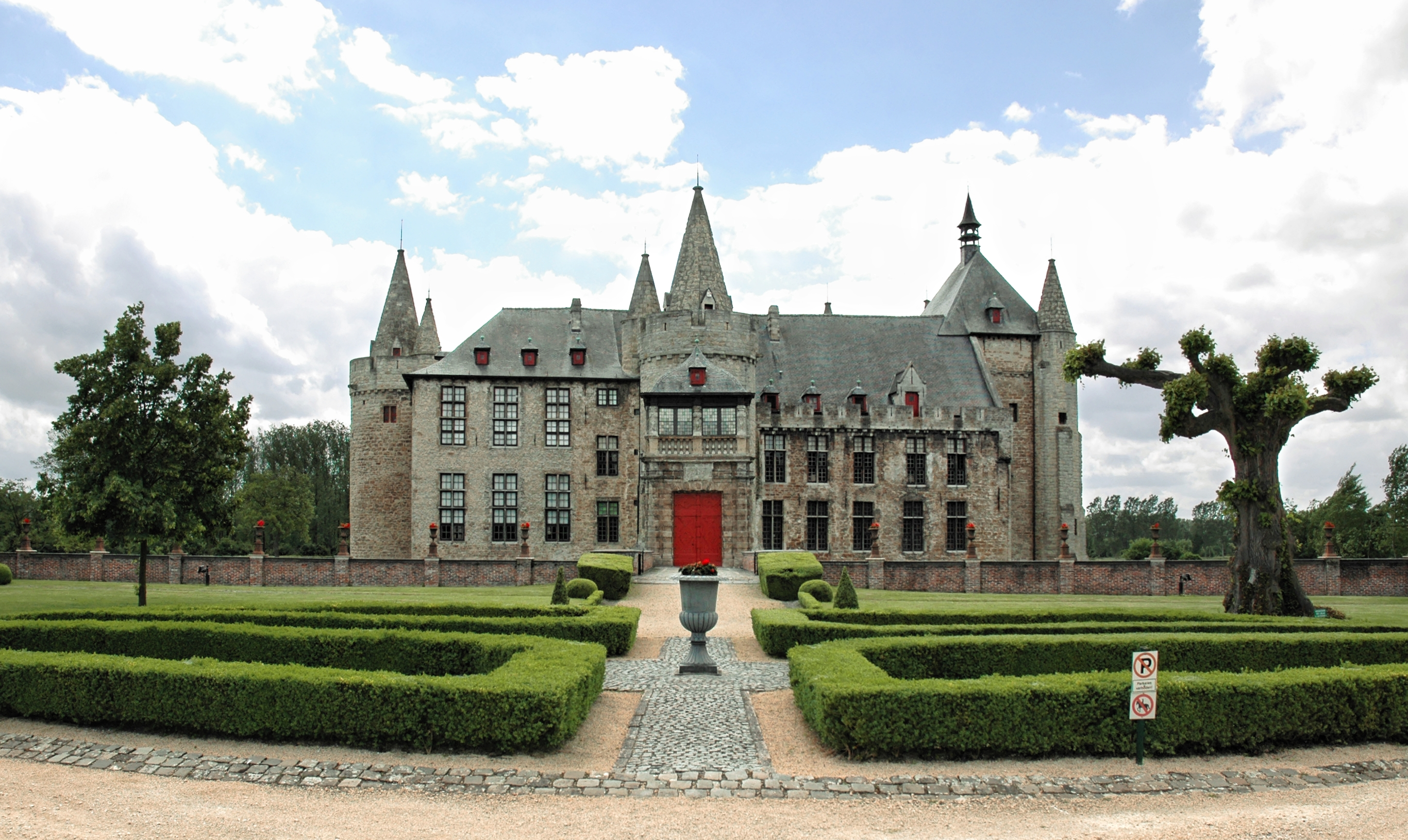
Schloss Laarne, Ansicht über den Vorhof von Nordosten

Das Schloss Laarne (niederländisch Kasteel van Laarne) steht im belgischen Ort Laarne sieben Kilometer östlich von Gent in der Provinz Ostflandern und zählt zu den besterhaltenen Wasserschlössern Belgiens. Seine Wurzeln liegen in einer einfachen Befestigung des 12. Jahrhunderts, die im 13./14. Jahrhundert zu einer Burg ausgebaut wurde und im 17. Jahrhundert eine Umwandlung zum Schloss erfuhr.
Drei der Schlosstürme besitzen als architektonisches Kuriosum ein konisches Dach aus Stein, was einzigartig in Belgien ist.
Die gesamte Schlossanlage steht seit dem 24. April 1997 unter Denkmalschutz, nachdem einige Teile bereits 1943 und 1962 in die belgische Denkmalliste aufgenommen worden waren.

## Geschichte

### Die Anfänge
Ein Vorgängerbau der heutigen Anlage wurde im 12. Jahrhundert im sumpfigen Gebiet einer breiten Biegung der Schelde auf einem Pfahlrost errichtet. Erster namentlich bekannter Besitzer Laarnes war ein Diederik van Massemen (französisch Thierry de Masmines), dem auch die Herrschaft Massemen gehörte und der Mitte des 12. Jahrhunderts in Urkunden erwähnt wird. Zusammen mit weiteren Befestigungen wie zum Beispiel Ooidonk, Wondelgem und Gavere bildete die Anlage in Laarne einen Verteidigungsgürtel der Stadt Gent. Diederiks Tochter Beatrix heiratete um 1199 Gerard van Zottegem (französisch Gérard de Sotteghem) und brachte Laarne und Massemen damit an seine Familie. Diese nannte sich in der Folgezeit „von Massemen“ (französisch de Masmines). Der gemeinsame Sohn Giselbrecht ließ den Baugrund der Pfahlrostgründung erhöhen und ein zweites hölzernes Gebäude errichten, nachdem er im März 1228 anlässlich seiner Hochzeit mit Mathilde, Tochter Robert de Bethunes, Herr von Laarne geworden war. Dieser Hof te Laerne wurde 1294 erstmals urkundlich erwähnt.
Ein erstes Steingebäude wurde erst um 1300 errichtet und anschließend durch Zubauten zu einer Wasserburg auf fünfeckigem Grundriss erweitert. Zu dieser ersten Anlage aus Sandstein gehörten neben dem ersten Steingebäude im Südwesten, das als befestigtes Torhaus diente, ein Wohnturm an der Nordecke der Anlage und drei runde Ecktürme, die durch eine Ringmauer mit abschließendem Wehrgang miteinander verbunden waren. Im Jahr 1362 wurde das Anwesen in einer Urkunde erstmals als Burg bezeichnet. In diesem Schriftstück vom 8. September jenes Jahres erlaubte Gerard van Massemen (französisch Gérard de Masmines) Ludwig II., Graf von Flandern, im Fall von kämpferischen Auseinandersetzungen flämische Soldaten in seiner Burg zu stationieren. Die Erlaubnis prägte die folgenden Jahre der Burg entscheidend, denn diese spielte eine große Rolle in den immer wieder aufflammenden Auseinandersetzungen zwischen der Stadt Gent und dem jeweiligen Grafen von Flandern. Zwischen 1382 und 1453 wechselte Laarne aus diesem Grund des Öfteren den Besitzer. 20 Jahre später wurde die Anlage zum Beispiel von Truppen Gents, das gegen Ludwig II. revoltierte, belagert, eingenommen und für Jahre besetzt. Erst 1390 konnte Jan van Massemen die Burg wieder in Besitz nehmen. Als Philipp der Gute 1449 die Salzsteuer anhob, rebellierten die Genter erneut gegen ihren Landesherrn, und ihre Truppen belagerten Laarne ein weiteres Mal. Zu jener Zeit befand sich die Burg im Besitz von Boudewijn IV. de Vos, dem Sohn Boudewijns III., der Laarne 1426 wiederum von seinem Vater Boudewijn II., Ehemann der Elisabeth van Massemen (französisch Isabelle de Masmines) erhalten hatte. Die Genter Soldaten konnten die Burg einnehmen und Boudewijn IV. festsetzen. Ein Rückeroberungsversuch des Grafen von Saint-Pol, Ludwig I. von Luxemburg, am 22. Mai 1452 hatte keinen Erfolg, erst im zweiten Anlauf schafften es flandrische Truppen am 16. Dezember des Jahres, die Burg zu befreien.

### Umbau zum Schloss

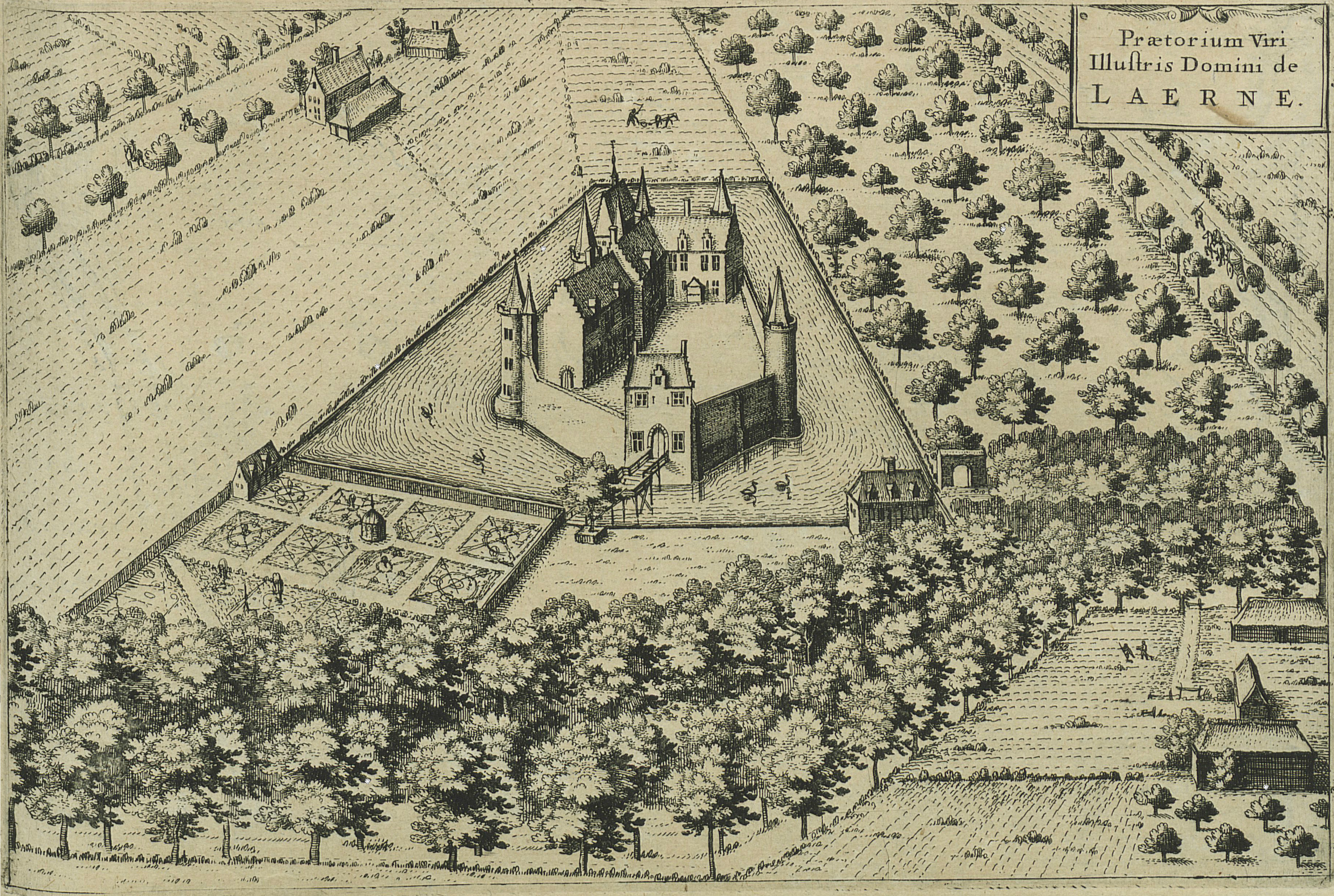
Abbildung des Schlosses in Flandria Illustrata von 1641

1505 kam der Besitz über die weibliche Linie an die Familie van der Moere und anschließend an die Familie van Gavere. Letztere blieb bis um 1570 Besitzerin. Während der religiösen Unruhen wurde die Burg am 24. Juli 1570 geplündert und niedergebrannt, sodass sie für die nachfolgenden zehn Jahre unbewohnbar war. Etwa zur gleichen Zeit gelangte Laarne an die Familie Schoutheete van Zuylen d’Erpe, die es im Jahr 1656 an die Familie van Vilsteren veräußerte. Der Besitz wurde 1673 für Gerard van Vilsteren (ca. 1615–1683) zur Baronie erhoben. Unter ihm fanden durchgreifende Umbaumaßnahmen statt, die den Wehrbau in ein komfortableres Schloss verwandelten. Dazu gehörte die Verlegung des Hauptzugangs vom Osten des Anwesens auf die der Ortschaft zugewandten westlichen Seite samt Anlage eines dortigen Vorhofs und der Bau eines herrschaftlichen Wohngebäudes. Eine Abbildung der Anlage in Antonius Sanderus’ Flandria Illustrata zeigt sie noch im Zustand vor dem Umbau, von dem noch heute Balkenauflagen mit dem Wappen des Bauherrn in den Innenräumen des Wohnbaus künden. Die van Vilsteren blieben bis 1792 Besitzer von Laarne. Im 18. Jahrhundert ließen sie weitere Umbauten an den Gebäuden vornehmen, die damit dem Geschmack der Zeit angepasst wurden und anschließend noch einmal höheren Wohnkomfort boten. Zu diesen Veränderungen zählte der Einbau größerer Fenster, das Anbringen von Täfelungen im Inneren sowie die Dekoration der Räume durch Stuck.
Von Jacques Joseph van Vilsteren kam Laarne an seine Tochter Maria-Theresia, nachdem alle ihre Brüder zuvor kinderlos verstorben waren. Sie hatte 1785 den Grafen Libert-François Christijn de Ribaucourt geheiratet und brachte das Schloss an die Familie ihres Mannes. Diese nutzte das Schloss lediglich als Sommerresidenz, die 1796 durch französische Revolutionstruppen beschädigt wurde. Die Soldaten demolierten die Kapelle, stahlen die Uhr vom großen Hauptturm und zerstörten fast alle Wappendarstellungen in und an den Gebäuden. Während des 19. Jahrhunderts verlor die Anlage die Funktion als Sommersitz der Eigentümer und war deshalb lange Zeit nicht mehr bewohnt. Erst Robert de Ribaucourt plante zu Beginn des 20. Jahrhunderts, Laarne wieder als dauerhafte Residenz zu nutzen und startete 1911 ehrgeizige Restaurierungsarbeiten, die jedoch durch den Ausbruch des Ersten Weltkriegs und Roberts plötzlichem Tod gestoppt wurden. Das Schloss blieb eine Baustelle und verfiel immer mehr. Ein Zeugnis dieses Bauprojekt ist die heutige hofseitige Ostfassade des Wohnbaus, die erst 1913 ihr gleichmäßiges Aussehen erhielt. Mittels Erbpachtvertrag kam Schloss Laarne anschließend an Charles, Baron Gilles de Pelichy. Er beabsichtigte, es nach Plänen des Architekten de Tracy zu restaurieren, doch die dabei vorgesehenen und nicht mehr rückgängig zu machenden Veränderungen waren derart groß, dass die Umbauten gestoppt wurden.

### Wiederaufbau und heutige Nutzung
Robert Christian, comte de Ribaucourt, schenkte die heruntergekommene und ruinöse Schlossanlage 1953 der Königlichen Vereinigung für historische Residenzen und Gärten in Belgien (französisch Association Royale des Demeures historiques et Jardins de Belgique, niederländisch Koninklijke Vereniging der Historische Woningen & Tuinen van België), die bis 1954 sofort die nötigsten Sicherungsmaßnahmen nach Plänen des Brüsseler Architekten Henri van Hall durchführen ließ. Dabei wurde ein kleiner Teil des Schlosses massiv verändert. Ab 1962 begann der Verein mit einer ersten Restaurierung der Bausubstanz. Anschließend wurden die Gebäude mit Möbeln, Teppichen und Gemälden aus dem 16. und 17. Jahrhundert wieder eingerichtet, um sie 1967 der Öffentlichkeit als Museum zu öffnen. In der Zeit von 1986 bis 1988 fand im Schlosshof eine archäologische Grabung statt, die Aufschlüsse über die frühe Geschichte der Anlage brachte. Ab 1987 folgten sukzessive umfassende Restaurierungen aller Bauten, die bis in die 1990er Jahre andauerten. Für diese Maßnahmen zur Erhaltung und zum Wiederaufbau des Schlosses erhielt der Verein den renommierten Europa-Nostra-Preis.
Das 1967 eröffnete Schlossmuseum präsentiert dem Besucher eine Innenausstattung die aus dem 15. bis 18. Jahrhundert stammt. Es ist zwischen Mai und September jeden Sonntag und an einigen weiteren, ausgewählten Tagen geöffnet. Die Ausstellungsstücke stammen nicht aus dem originalen Inventar, sind jedoch so ausgewählt, dass sie zum Schloss passen. Zu den gezeigten Stücken zählen unter anderem zwei lebensgroße Porträts Kaiser Karls VI. und seiner Frau Elisabeth Christine von Braunschweig-Wolfenbüttel. Ebenfalls im Schloss zu sehen sind mehrere Tapisserien aus dem 15. und 16. Jahrhundert sowie eine Marmorstatue des französischen Königs Ludwig XIV. von dem flämischen Bildhauer Martin van den Bogaert, der in Frankreich unter dem Namen Martin Desjardins bekannt wurde. In einem eigens dafür hergerichteten Raum wird eine 446 Einzelstücke zählende Silberwarensammlung präsentiert, die das Ehepaar Claude und Juliette d’Allemagne dem Schloss im Jahr 1963 stiftete. Die beiden lebten bis zum Tod Claude d’Allemagnes 1986 in einer 1968 im Logis eingerichteten Wohnung. Diese wird seit 1987 durch den belgischen Autor Paul de Pessemier ’s Gravendries bewohnt, der seit jenem Jahr das Amt des Kastellans übernommen hat. Einige Räume können für verschiedene Anlässe wie zum Beispiel Empfänge und Seminare gemietet werden, und in dem Fachwerkgebäude, das an der Stelle der ehemaligen Wirtschaftsgebäude steht, ist heute ein Restaurant beheimatet.

## Beschreibung
Das Schloss liegt etwa 800 Meter westlich des Ortskerns von Laarne und ist mit diesem über die Kasteeldreef verbunden. Parallel zu dieser verläuft eine rund 500 Meter lange Allee, die von Osten geradlinig auf das Haupttor der Schlossanlage in deren symmetrischer Mitte zuführt. Das Anwesen besteht aus einer Kernburg, einem östlich davon gelegenen Vorhof sowie einstigen Wirtschaftsflächen im Süden und Südosten. Die gesamte Anlage ist von einem rechteckigen Grabensystem umgeben, wobei die Hauptburg noch einmal von einem separaten bis zu 18 Meter breiten Wassergraben umgeben ist. Die heutige Bausubstanz der Gebäude stammt im Wesentlichen aus zwei Epochen und umfasst einige mittelalterliche Befestigungen aus Sandstein, der aus der Region von Balegem stammt, sowie An- und Zubauten aus der Frühen Neuzeit, bei denen Backstein für das Mauerwerk zum Einsatz kam.

### Kernburg

Schematischer Grundriss der Kernburg

Ältester Bau der gesamten Anlage ist das zweigeschossige Torhaus aus dem 13./14. Jahrhundert an der Südwest-Seite der fünfeckigen Kernburg. Der rechteckige Sandsteinbau besitzt spitzbogige Torbögen die rund 3,5 Meter hoch sind. An seiner hofseitigen Südecke steht ein Treppenturm mit Wendeltreppe, die zum ersten Obergeschoss führt. Dieses wird von einem einzigen großen Raum eingenommen. Die Staffelgiebel sowie die Lukarne im schiefergedeckten Satteldach wurden dem Bau erst später hinzugefügt, was sich am anderen Baumaterial bemerkbar macht. Die feststehende Holzbrücke, die von Westen über den Wassergraben zum Torhaus führt, stammt erst von 1991, als das Gebäude grundlegend restauriert wurde. In früherer Zeit befand sich an dieser Stelle eine Zugbrücke, die aber bereits Mitte des 17. Jahrhunderts demontiert worden war.
Zwei der fünf Ecken des Grundrisses werden durch runde Wehrtürme mit einem inneren Durchmesser von fünf Metern markiert. Den oberen Abschluss ihrer dreigeschossigen Außenmauern bildet ein leicht auskragender, mit Zinnen bewährter Wehrgang auf etwa 13 Metern Höhe. Dem nordöstlichen Eckturm ist ein kleiner Treppenturm mit schmaler Wendeltreppe angebaut. Das Erdgeschoss jeden Turms wird nur durch schmale Lichtschlitze beleuchtet, während auf den oberen Etagen Kamine und Abortanlagen für einen gewissen Komfort sorgten.

Alte Ansicht der Kernburg von Nordwesten, links der Wohnturm

An der Nordecke steht mit dem 20 Meter hohen, quadratischen Wohnturm ein Gebäude, das bereits im Mittelalter existierte. Die Fundamentmauern seiner drei Stockwerke sind einen Meter dick, und im Inneren besitzt er eine Kantenlänge von sechs Metern. Sein Kellergeschoss besitzt einen Ziegelboden und wird durch schmale Schießscharten in den Mauern nur sehr mäßig beleuchtet. Das flache Tonnengewölbe des Raums wird von einer zentralen Säule getragen. An seinen beiden Ecken der Nordseite besitzt der Wohnturm zwei kleinere, polygonale Ecktürme, die früher als Gefängnis genutzt wurden. Sein erstes Geschoss beherbergt die Schlosskapelle, in der bei Restaurierungen 1911 Reste von Wandmalereien aus der zweiten Hälfte des 14. Jahrhunderts entdeckt wurden. Zum Vorschein kamen diese, als nachträglich aufgebrachter Putz und Wandbespannungen aus Korduanleder entfernt wurden. Nachträgliche Zutaten des 17. Jahrhunderts sind die schwarzen und weißen Marmorkacheln des Fußbodens, das erst später ausgebrochene große Fenster in der nördlichen Außenwand sowie der barocke Marmoraltar aus der Zeit zwischen 1641 und 1673, dessen Tabernakel von einem gebrochenen Giebel bekrönt ist, auf dem zwei Putten sitzen. Dass der Altar von der Familie van Vilsteren im Schloss aufgestellt wurde, beweist das an ihm zu sehende Allianzwappen des Ehepaars van Vilsteren/van der Mije. Der heutige Zustand der Kapelle resultiert aus langwierigen Restaurierungsarbeiten von 1987 bis 1994. Die oberste Etage des Wohnturms wird vom sogenannten Gerichtssaal (französisch salle de justice) eingenommen. Seine einstige Balkendecke fehlt, doch die Auflagen für die Holzbalken sind noch vorhanden. Deshalb sind von innen die später vermauerten Zinnen der oberen Wehrplattform zu sehen, die heute unter einem steilen Schieferwalmdach verborgen sind, das mittig von einem kleinen Holzturm mit sechsseitiger Laterne bekrönt ist. Dieses Dach bedeckt auch einen kleinen südlichen Vorbau des Wohnturms aus dem 14. Jahrhundert, das heute als Vestibül (französisch vestibule) bezeichnet wird. Den Platz zwischen Wohnturm und nordwestlichem Rundturm nimmt ein zweigeschossiger Bau aus behauenen Sandsteinquadern ein, der im 15./16. Jahrhundert von innen an die mittelalterliche Ringmauer angebaut wurde. Das ihm hofseitig vorgesetzte Latrinenhäuschen stammt jedoch aus späterer Zeit. Das heutige Aussehen seiner Hoffassade ist das Ergebnis von Baumaßnahmen im Jahr 1913, bei denen der Bau stark verändert wurde. In seinem Kellergeschoss befindet sich eine Gewölbeküche mit großem Kamin und Backofen sowie einem gemauerten Herd aus Backstein.

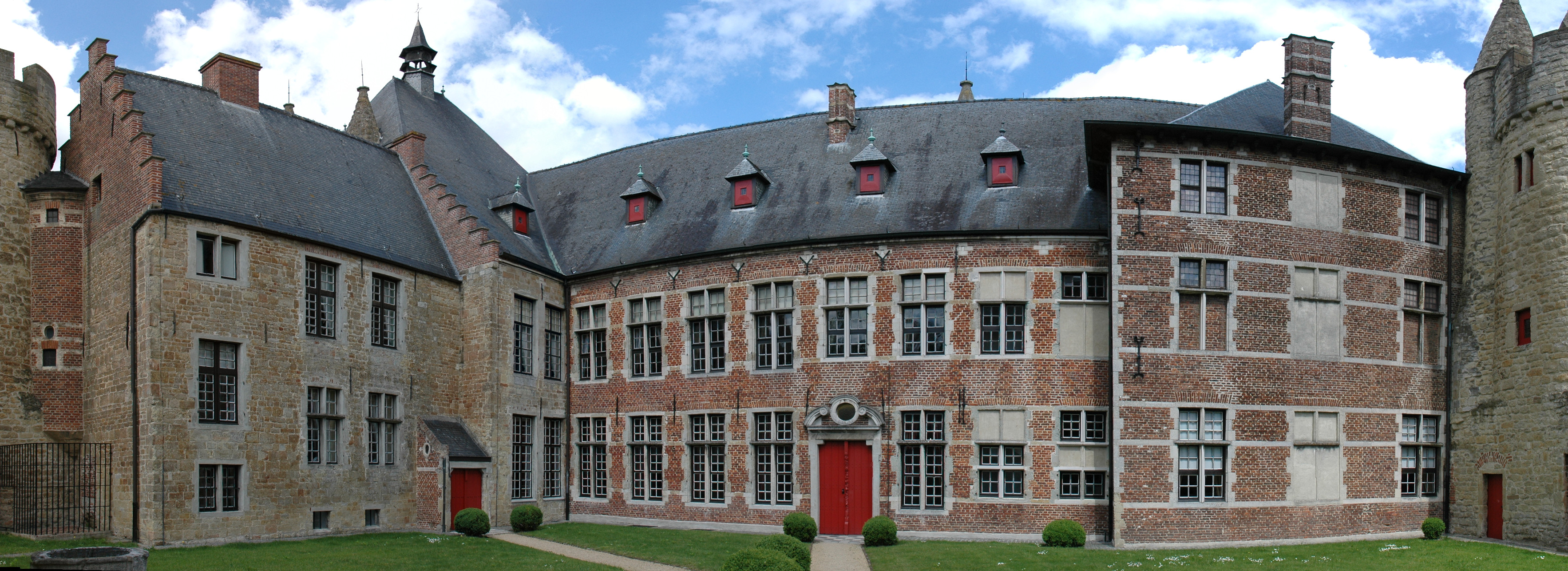
Panorama der hofseitigen Fassade:
v. l. n. r.: nordöstlicher Rundturm, Nordbau, Wohnturm mit Vestibül, Logis, südlicher Rundturm

Die gesamte Ostseite der Kernburg wird von einem zweigeschossigen herrschaftlichen Logis eingenommen. Durch vereinheitlichende Maßnahmen zu Beginn des 20. Jahrhunderts vermittelt der Flügel den Eindruck, es handele sich bei ihm um einen einheitlichen Bau, tatsächlich aber stammen Nord- und Südteil aus unterschiedlichen Jahrhunderten. Während die nördliche Partie aus dem 15. oder 16. Jahrhundert stammt, wurde der südliche Teil des Wohnbaus in der zweiten Hälfte des 17. Jahrhunderts unter Einbezug der Ringmauer errichtet, weshalb deren Material auch die östlich Außenfassade bestimmt. Die Fassade des nördlichen Teils ist – obgleich auch zweigeschossig – wesentlich niedriger und besitzt als oberen Abschluss einen Zinnenkranz der jedoch nicht original, sondern eine Ergänzung vom beginnenden 20. Jahrhunderts ist. Die zum Hof gewandte Gebäudeseite ist durch Kreuzstockfenster in acht Achsen unterteilt. Im Gegensatz zur Außenfassade ist hier der Backstein das dominierende Baumaterial, das an den Fensteröffnungen von hellen Hausteinquadern unterbrochen wird. Das Portal des Schlosses findet sich in der Mitte der östlichen Außenmauer des von 1991 bis 1996 durchgreifend restaurierten Wohnbaus. Der barocke Portalbau wurde dem östlichen Rundturm vorgebaut und stammt aus der Zeit, als der Haupteingang unter Gerard von Vilsteren von der Ost- an die Westseite verlegt wurde. Seine zwei Geschosse erheben sich auf einem quadratischen Grundriss und werden von einer geschwungenen Haube mit Schieferdeckung abgeschlossen. Die zweiflügelige Eingangstür wird von Halbsäulen flankiert und zeigt über dem Türsturz einen Wappenstein, während die Glasfenster des Obergeschosses von Pilastern gerahmt sind. Sie fußen auf einer steinernen Balustrade. Ein Großteil der Grundfläche im südlichen Logis wird im Erdgeschoss von dem sogenannten Rittersaal eingenommen, dessen beherrschendes Element ein schwerer Kamin aus schwarzem Marmor ist, der dort 1913 installiert wurde. Im Obergeschoss findet sich darüber ein Saal gleicher Größe, der als Ausstellungsraum für die Laarner Silberwarensammlung genutzt wird.
Die mittelalterliche Ringmauer ist nur noch im Westen und Süden zwischen dem Torbau und zwei der runden Ecktürme vorhanden. Gemeinsam mit den übrigen Gebäuden begrenzt sie den Innenhof des Schlosses, in dem ein alter Pranger aus Stein aufgestellt ist. Bei den Sanierungsarbeiten in den 1960er Jahren wurde er aus dem Ort in den Schlosshof gebracht und dort platziert. Der achteckige Steinpfeiler steht auf einer achteckigen Grundplatte, mit drei Stufen. Der Pfeiler ist mit zwei von Löwen gehaltenen Wappenschilden bekrönt. Das linke Schild hat als Motiv das Wappen der Familie von Vilsteren, während das rechte die Darstellung eines Bären zeigt. Sie erinnern damit an Gerard van Vilsteren und seine zweite Frau Maria Livina de Beer, die er 1675 geheiratet hatte. Auf der Rückseite der Wappen findet sich die Jahreszahl 1758.

### Vorhof

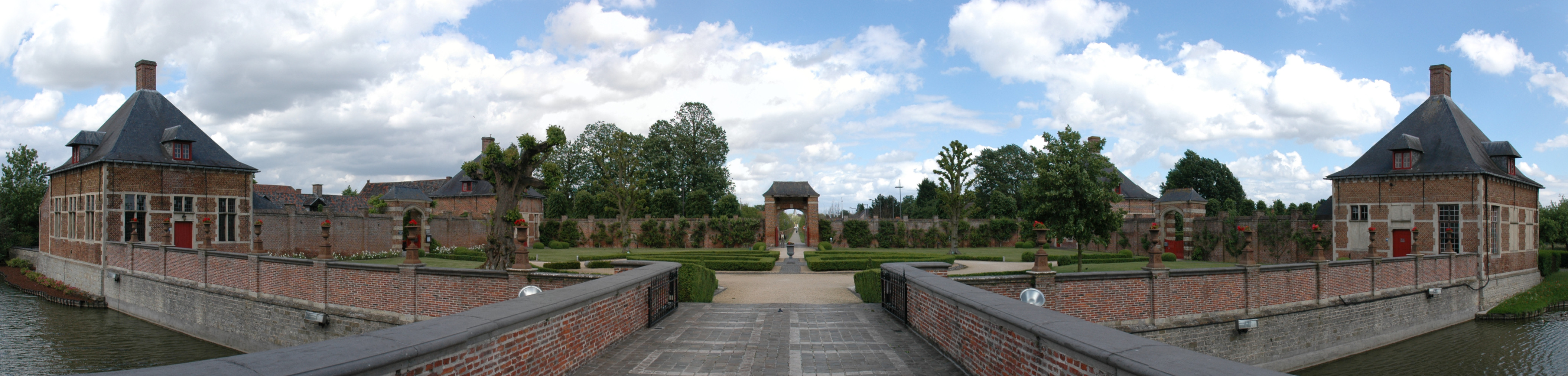
Panorama des Vorhofs, Ansicht von Westen

Der rechteckige Vorhof östlich des Schlosses stammt aus der Zeit um 1660 bis 1670 und ist durch Wege und Beete symmetrisch gestaltet. Von dort führt eine dreibogige Steinbrücke aus dem 17. Jahrhundert über den breiten Wassergraben zum Schlossportal. Von den während des 17. Jahrhunderts im Hof angepflanzten vier Linden ist nur noch eine erhalten. Zwei Exemplare sind vermutlich schon Ende der 1950er oder Anfang der 1960er Jahre ausgetauscht worden, und 2005 musste ein weiterer alter Baum durch Neupflanzung ersetzt werden. An den vier Ecken des Vorhofs stehen Pavillonbauten, die an drei Seiten durch eine hohe Backsteinmauer miteinander verbunden sind. In der Mitte jeder Mauer findet sich ein korbbogiges Tor aus wechselnden Schichten von Back- und Sandstein, das an den Seiten von Pilastern flankiert wird und von einem schiefergedeckten Walmdach abgeschlossen ist. Die östliche der Straße zugewandte Verbindungsmauer besitzt Schießscharten aus Haustein. Ihr Tor liegt genau in der Achse des Schlossportals. An der vierten Seite ist der Vorhof durch eine niedrige Brüstungsmauer mit Steinvasen begrenzt, die dort seit der Wiederherstellung des Hofs in der Zeit von 1994 bis 1997 stehen. Die vier Pavillonbauten dienten einst als Wohnungen für den Schlossverwalter, den Gärtner sowie den Schlosskaplan und den Kutscher. Die südlichen sind im Inneren nahezu unverändert, ihre Fliesenböden sowie Kamine stammen noch aus der Zeit ihrer Errichtung. Der Nordost-Pavillon wurde 1953 umgebaut und heutigen Bedürfnissen an Komfort angepasst. Heute wohnen dort die Betreiber des Schlossrestaurants. Früher diente dieses Gebäude als Scheune, wovon noch zwei große, vermauerte Torbögen an seiner Westseite zeugen. Im Inneren des nordwestlichen Pavillonbaus ist noch ein originales Kreuzgewölbe erhalten. Die einstigen Wirtschaftsgebäude des Schlosses wie Stallungen, Scheunen und Remise nördlich des Vorhofs wurden im Jahr 1953 durch das heutige Fachwerkgebäude ersetzt. Es beheimatete ein Restaurant.
Südöstlich des Schlosses und des Vorhofs liegt ein Obstgarten, der schon auf der Abbildung Laarnes in dem Buch Flandria Illustrata von 1641 zu sehen ist. Er ist seit 1920 wieder als Nutzgarten in Gebrauch, jedoch wurden die meisten der heutigen Bäume wahrscheinlich erst in der Zeit nach dem Zweiten Weltkrieg gepflanzt.